# Cratere Fossey
Fossey  è un cratere sulla superficie di Venere. Deve il suo nome a Dian Fossey, zoologa statunitense.